# QuEChERS
QuEChERS ist eine Probenvorbereitungsmethode zur Bestimmung von Rückständen in Lebensmitteln. Sie wurde nach ihren positiven Eigenschaften im Hinblick auf bisherige Methoden benannt: Quick, Easy, Cheap, Efficient, Rugged, Safe (schnell, einfach, günstig, effizient, robust, sicher).

## Geschichte
Die Methode wurde von Michelangelo Anastassiades während seiner Postdoc-Zeit 2001–2002 in der Forschungsgruppe um Steven Lehotay an der USDA/ARS-ERRC in Wyndmoor/Pennsylvania entwickelt. Ursprünglich war das Ziel der Methode, Tierarzneimittelrückstände in Tiergewebe zu analysieren. Weil dabei generell polare und auch basische Substanzen extrahiert werden, wurde die Methode auf die Pestizidanalytik ausgeweitet.
Die Extraktionsmethode für Pestizidrückstände wurde im Jahr 2002 in Rom erstmals vorgestellt und anschließend 2003 publiziert.
In den folgenden Jahren wurde die Methode weiterentwickelt, um sowohl zusätzliche Wirkstoffe als auch weitere Matrixgruppen untersuchen zu können. So wurden 2007 Acetatpuffer eingeführt, wodurch die Wiederfindung von pH-abhängigen Analyten verbessert werden konnte. Nach weiteren Optimierungen wurden Citratpuffer eingesetzt und die Methode wurde 2008 zur Standardmethode (European Standard EN 15662).
2007 wurde die Methode erstmals in die Amtliche Sammlung von Untersuchungsverfahren nach §§ 64 LFGB aufgenommen (Methode L 00.00-115).

## Prinzip
Die zu untersuchenden Substanzen werden mittels Flüssig-Flüssig-Extraktion extrahiert. Der Extrakt kann anschließend mit unterschiedlichen Reinigungsmethoden weiter aufgereinigt werden (zum Beispiel unter Anwendung dispersiver Festphasenextraktion). Anschließend wird der Extrakt mittels chromatographischer Verfahren aufgetrennt und die Analyten mit einem geeigneten Detektor identifiziert und quantifiziert.
Der Vorteil der QuEChERS-Methode liegt vor allem darin, dass die Methode im Vergleich zu anderen Methoden der Rückstandsanalytik weniger Probeneinsatz, weniger Zeit bei der Aufarbeitung sowie weniger Lösungsmitteleinsatz benötigt und somit auch kostengünstiger ist.

## Durchführung
Die Durchführung ist beispielhaft und kann je nach Anforderung abgewandelt werden. So können zum Beispiel andere oder zusätzliche Reinigungsschritte bei schwierigen Matrices erforderlich sein.

### Probenvorbereitung
Die Probe muss vor der Extraktion gut zerkleinert und homogenisiert sein. Bei anspruchsvollen Matrices empfiehlt es sich, die Proben kalt zu vermahlen. Dabei werden sie beispielsweise mit Flüssigstickstoff oder Trockeneis gemixt. Durch das Gefrieren lassen sich so auch beispielsweise Sehnen in Fleisch oder harte Schalen gut zerkleinern.

### Extraktion
Zur Probe werden als Extraktionsmittel meist Acetonitril und ggf. Interner Standard gegeben. Durch die Zugabe eines Puffer-Salzgemischs (enthält z. B. Citronensäure/Natriumcitrat-Puffer) werden die Analyten stabilisiert sowie eine Phasentrennung der organischen und wässrigen Phase erreicht (Aussalzen). In der organischen Phase sind die Analyten gelöst.

### Aufreinigung
Die organische Phase kann mittels Festphasenextraktion aufgereinigt werden. Der Einfachheit halber kann dies auch per dispersiver Festphasenextraktion erfolgen. In der Regel werden Sorbentien wie PSA (Primary secondary Amin) verwendet. Ziel der Aufreinigung ist es, Matrixbestandteile der Probe, die die Messung stören könnten, aus dem Extrakt zu eliminieren, ohne dabei wichtige Analyten zu verlieren.

### Messung
Der Extrakt kann, abhängig von den zu messenden Analyten, mittels gas- oder flüssigchromatographischer Methoden analysiert werden. Als Detektor wird in der Regel ein Massenspektrometer verwendet.

## Anwendung
Die QuEChERS-Methode ist heute eine der am meisten verbreiteten Methode in der Rückstandsanalytik von Lebensmitteln. Ursprünglich war die Methode vor allem für fettarme Obst- und Gemüseproben konzipiert. Durch neuere Entwicklungen und leichte Abwandlungen bei der Methodendurchführung können mittlerweile auch bislang komplizierte Matrices wie Getreide oder fetthaltige Produkte wie Öle oder Milch- und Fleischprodukte erfasst werden.